# Annie M.G. Schmidtlezing

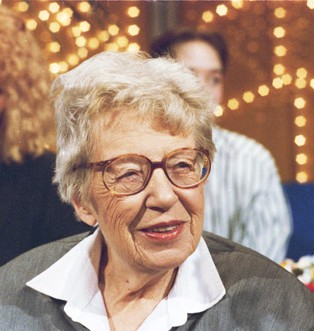
Annie M.G. Schmidt, naamgever van de lezing, in 1989.

De Annie M.G. Schmidtlezing is een jaarlijkse lezing die sinds 2000 wordt gehouden in Nederland. De lezing is genoemd naar de invloedrijke Nederlandse schrijfster Annie M.G. Schmidt (1911–1995), die wordt beschouwd als een pionier in de Nederlandstalige kinder- en jeugdliteratuur. Het doel van de lezing is het stimuleren van reflectie op de staat, de betekenis en de maatschappelijke rol van kinder- en jeugdliteratuur.

## Geschiedenis
De Annie M.G. Schmidtlezing vloeit voort uit de voormalige Annie M.G. Schmidtleerstoel voor kinder- en jeugdliteratuur aan de Universiteit Leiden. Deze leerstoel werd in 1998 ingesteld, omdat jeugdliteratuur binnen de wetenschap lange tijd onderbelicht bleef. Bijzonder hoogleraar Helma van Lierop kreeg onder meer als opdracht de kloof tussen kinderboeken en volwassen literatuur te overbruggen. Tot de opheffing van de leerstoel, in 2013, werd de Annie M.G. Schmidtlezing jaarlijks gehouden in de Lokhorstkerk in Leiden.
Sinds 2013 wordt de lezing georganiseerd door het Literatuurmuseum/Kinderboekenmuseum in Den Haag, in samenwerking met IBBY-Nederland, en mede mogelijk gemaakt door Stichting Lezen en het Nederlands Letterenfonds. Jaarlijks wordt een prominente auteur, criticus of denker uitgenodigd om zijn of haar visie te geven op ontwikkelingen binnen het kinderboekenvak, met aandacht voor thema’s als verbeelding, taalgebruik, emancipatie, educatie en culturele representatie.
De Annie M.G. Schmidtlezing wordt doorgaans uitgesproken in mei, op of rond de geboortedag (20 mei) van Annie M.G. Schmidt, en is toegankelijk voor publiek. De tekst van de lezing wordt gepubliceerd op de website van IBBY-Nederland en is tevens terug te luisteren via platforms zoals De Grote Vriendelijke Podcast. De bijeenkomst geldt als een belangrijk moment binnen het literaire veld en draagt bij aan het maatschappelijk debat over de waarde en toekomst van jeugdliteratuur.

## Overzicht van sprekers
- 2000 – Imme Dros – De kleren en de keizer[3]
- 2001 – Bart Moeyaert – Afscheid, altijd afscheid[4]
- 2002 – Joke van Leeuwen – De eerste dingen[5]
- 2003 – Anne Provoost – En dan nu het slechte nieuws. Het kind als antagonist[6]
- 2004 – Peter van Gestel – Dromen, sprookjes en verhalen[7]
- 2005 – Paul Biegel – Hoe vertellen we het onze kinderen?[8]
- 2006 – Edward van de Vendel – Over adem[9]
- 2007 – Rita Verschuur – De A van Astrid en Annie[10]
- 2008 – Gerda Dendooven – Lege dozen, halve kinderen[11]
- 2009 – Sjoerd Kuyper – Het nieuwe uitgeven en mijn oude schrijversneus[12]
- 2010 – Marita de Sterck – Amazing distance. Vreemd gaan in de jeugdliteratuur[13]
- 2011 – Floortje Zwigtman – Het weven van een web[14]
- 2012 – Daan Remmerts de Vries – De lege ruimte[15]
- 2013 – Ted van Lieshout – Kinderen kunnen de pot op![16]
- 2014 – Gideon Samson[17] –  Messen en scharen zijn kindergevaren[18]
- 2015 – Els Beerten – En als we eens op aarde bleven?
- 2016 – Harm de Jonge – Het paradijs van de fantasie. Van het fluitketeltje van Annie MG tot de paddoknabbels van Alice in W[19]
- 2017 – Rindert Kromhout – De rattenvanger van Weesp. Over het belang van kunst- en cultuuronderwijs in multicultureel Nederland[20]
- 2018 – Anna Woltz – Het wijzertje op ons voorhoofd[21]
- 2019 – Marjolijn Hof – Een noodzakelijk kwaad[22]
- 2020 – Lezing geannuleerd vanwege coronapandemie
- 2021 – Koos Meinderts – Het land waar grote mensen wonen[23]
- 2022 – Marit Törnqvist – Waar ligt de grens?[24]
- 2023 – Jean-Claude van Rijckeghem – Tijdreizen en bouillonblokjes
- 2024 – Astrid Sy – Peperneut, ik wil nimmer worden greut[25]
- 2025 – Jacques Vriens – Bewaar de verbeelding en de kleuren van de taal